# RHC80267
RHC80267 je inhibitor diacilglicerol lipaze. Diacilglicerol lipaza generiše endokanabinoid 2-arahidonoilglicerol iz diacilglicerola.